# Carn an Righ
Carn an Righ är ett berg i Storbritannien.   Det ligger i kommunen Perth and Kinross och riksdelen Skottland, i den norra delen av landet, 600 km norr om huvudstaden London. Toppen på Carn an Righ är 1 029 meter över havet, eller 270 meter över den omgivande terrängen. Bredden vid basen är 2,4 km.
Terrängen runt Carn an Righ är huvudsakligen lite kuperad.Runt Carn an Righ är det mycket glesbefolkat, med 7 invånare per kvadratkilometer. Närmaste större samhälle är Braemar, 18,7 km nordost om Carn an Righ. Trakten runt Carn an Righ består i huvudsak av gräsmarker.